# Tore Brovold
Tore Brovold, född 12 juni 1970 i Hamar, är en norsk sportskytt som tävlar i skeet. Han tog silver i skeet i sommar-OS 2008.
Han tog ett VM-guld i lagtävlingen i skeet 2005 och vid VM 2006 tog han brons både individuellt och i lagtävlingen. 2011 tog han en individuell silvermedalj vid VM i Belgrad.
Under EM 2008 tangerade han världsrekordet, både i kvalet och i finalen med maximala 125 respektive 150 träffar.